# UN-Teilungsplan für Palästina
Der UN-Teilungsplan für Palästina wurde am 29. November 1947 von der UN-Generalversammlung als Resolution 181 (II) angenommen. Die Resolution sollte den Konflikt zwischen arabischen und jüdischen Bewohnern des britischen Mandatsgebiets Palästina lösen. Die Resolution beinhaltete die Beendigung des britischen Mandats und sah vor, Palästina in einen Staat für Juden und einen für Araber aufzuteilen, wobei Jerusalem (einschließlich Bethlehem) als Corpus separatum unter internationale Kontrolle gestellt werden sollte. Die beiden neuen Staaten sollte eine Wirtschaftsunion verbinden und sie sollten demokratische Verfassungen erhalten. Mehrere Faktoren verhinderten, dass dieser Teilungsplan zu einer friedlichen und demokratischen Lösung für Palästina führen konnte. Dazu gehören einerseits die Interessen der Großmächte, andererseits die Weigerung der arabischen Staaten, eine Teilung Palästinas zu akzeptieren, weil sie diese als illegal ansahen und stattdessen eine Unabhängigkeit forderten.

## Hintergrund und Entstehung

### Historischer Kontext

#### Englands Völkerbundsmandat für Palästina und die „nationale Heimstätte für Juden“
Nachdem im Zuge des Ersten Weltkriegs das osmanische Reich untergegangen war, zu dem auch Palästina gehört hatte, hatte 1922 der Völkerbund England „zum Zwecke der Umsetzung der Bestimmungen von Artikel 22 der Völkerbundssatzung“ das Völkerbundsmandat für Palästina übertragen. Besagter Artikel 22 verfügte, dass

„auf die Kolonien und Gebiete, die infolge des Krieges aufgehört haben, unter der Souveränität der Staaten zu stehen, die sie vorher beherrschten, und die von solchen Völkern bewohnt sind, die noch nicht imstande sind, sich unter den besonders schwierigen Bedingungen der heutigen Welt selbst zu leiten, […] nachstehende Grundsätze Anwendung [finden]: Das Wohlergehen und die Entwicklung dieser Völker bilden eine heilige Aufgabe der Zivilisation, und es ist geboten, in die gegenwärtige Satzung Bürgschaften für die Erfüllung dieser Aufgabe aufzunehmen.
Der beste Weg, diesen Grundsatz durch die Tat zu verwirklichen, ist die Übertragung der Vormundschaft über diese Völker an die fortgeschrittenen Nationen, die auf Grund ihrer Hilfsmittel, ihrer Erfahrung oder ihrer geographischen Lage am besten imstande sind, eine solche Verantwortung auf sich zu nehmen, und die hierzu bereit sind […].
Gewisse Gemeinwesen, die ehemals zum Türkischen Reiche gehörten, haben einen solchen Entwicklungsstufe [sic] erreicht, daß sie in ihrem Dasein als unabhängige Nationen vorläufig anerkannt werden können, unter der Bedingung, daß die Ratschläge und die Unterstützung eines Mandatars ihre Verwaltung bis zu dem Zeitpunkt leiten, wo sie imstande sein werden, sich selbst zu leiten. Bei der Wahl des Mandatars sind in erster Linie die Wünsche jener Gemeinwesen zu berücksichtigen.“

Der Völkerbund und offiziell auch England interpretierte diese Aufgabe als sogenanntes „Klasse A-Mandat“ und damit so, dass England damit die Vormundschaft über die „vorläufig anerkannte Nation“ der arabischen Palästinenser übernehmen solle, bis diese sich mit einer eigenen Regierung „selbst leiten“ können würden. Später sollte auch der Internationale Gerichtshof in einer rechtlichen Analyse bestätigen, dass der Mandatsauftrag so richtig verstanden war.
Gleichzeitig war das Palästina-Mandat insofern besonders, als England 1917 in der Balfour-Deklaration den Zionisten zugesagt hatte, „sein Bestes dafür tun zu wollen, die Erreichung des Ziels der Errichtung einer nationalen Heimstätte für das jüdische Volk in Palästina zu erleichtern“, und diese Deklaration in den Mandatstext mitaufgenommen worden war. Da England offiziell unter der „nationalen Heimstätte für das jüdische Volk“ keinen „jüdischen Staat“ verstand, sah man in dieser „doppelten Verpflichtung“ keinen Widerspruch.

#### Immigration nach Palästina, Ausschreitungen der arabischen Bevölkerung und zionistischer Terror

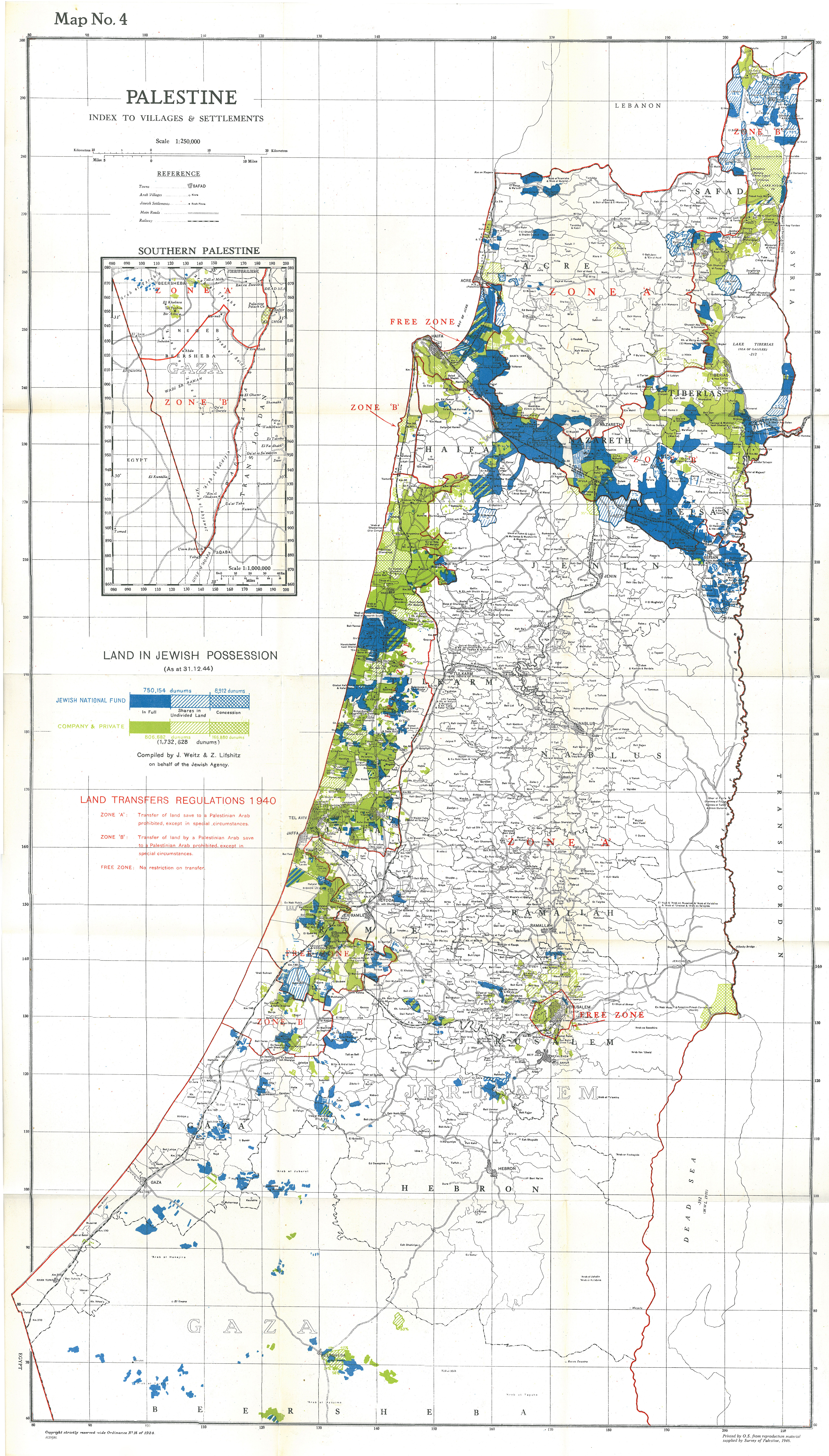
Jüdischer Landbesitz in Palästina Ende 1944

Vordergründig wegen dieser „doppelten Verpflichtung“ – hintergründig wohl auch deshalb, weil das Mandatssystem effektiv nur bedeutete, „dass sich vor allem die bereits führenden Kolonialmächte Großbritannien und Frankreich die entsprechenden Gebiete unter dem Vorwand des Mandatsauftrags einverleibten“, demnach das Mandatssystem „lediglich ein[em] Austausch der Kolonialherren“ gleichkam – zögerte England die Etablierung einer arabisch-palästinensischen Regierung lange heraus und erleichterte jüdische Immigration. Von 1917 bis 1947 erhöhte sich so der jüdische Anteil in der Bevölkerung von unter zehn auf über 30 Prozent. Außerdem hatten die osmanischen und britischen Steuern die Araber verarmen lassen. Weil daher arabische Großgrundbesitzer und die überwiegend aus Europa einwandernden Zionisten ihnen deshalb leicht Land abkaufen konnten, besaßen bereits 1930 29,4 % der arabischen Palästinenser kein eigenes Land mehr; die Zionisten dagegen hatten 1947 5,8 % des Landes resp. knapp 20 % des kultivierbaren Landes aufgekauft oder von England überlassen bekommen (z. B. 1947 allein 19.500 ha, knapp 1 % Palästinas).
Nachteilig wirkte sich auf antieuropäische und antizionistische Stimmungen im Land außerdem aus, dass Zionisten nicht verheimlichten, dass das zionistische Programm letztlich darauf zielte, möglichst alle arabischen Palästinenser zu enteignen und außer Landes zu bringen, wie von der King-Crane-Kommission von 1919, von der Haycraft-Kommission von 1921 und von der Shaw-Kommission von 1929 übereinstimmend festgestellt wurde und wie zionistische Führer es ab den 1930ern auch unumwunden in Verhandlungen mit arabischen Führern verkündeten.
Daher brachen unter nichtjüdischen Palästinensern immer wieder Unruhen und Aufstände aus und schaukelten sich zunehmend auf. Zu nennen sind insbesondere die Nabi-Musa-Unruhen von 1920 in Jerusalem, die Unruhen von Jaffa von 1921, die Ausschreitungen in Palästina von 1929 und der Arabische Aufstand in Palästina von 1936 bis 1939. Bei der Untersuchung dieses letzten und bis dato blutigsten Aufstands, dessen Niederschlagung etwa 5000 Araber das Leben kostete, kam die Peel-Kommission in einem Bericht zum Ergebnis:

„Wir haben keinen Zweifel daran, was die ‚fundamentalen Ursachen der Unruhen‘ letzten Jahres waren. Nämlich: –
(i) Der Wunsch der Araber nach nationaler Unabhängigkeit.
(ii) Ihre Abneigung gegen und Furcht vor der Etablierung der jüdischen nationalen Heimstätte. […]
Es waren die selben fundamentalen Ursachen wie die, die auch zu den ‚Unruhen‘ von 1920, von 1921, von 1929 und von 1933 geführt haben.
[…] Andere ‚fundamentale‘ Ursachen gab es nicht.“

Angesichts des drohenden Zweiten Weltkriegs war die britische Politik von dem Wunsch beeinflusst, die Unterstützung der arabischen Welt zu gewinnen, und konnte es sich nicht leisten, einen weiteren arabischen Aufstand zu riskieren. In Eile wurde von britischer Seite das Weißbuch von 1939 verfasst, das die bisher größten Zugeständnisse an die Araber enthielt: Da die „nationale Heimstätte für Juden“ mittlerweile existierte, sollte binnen zehn Jahren in Palästina ein von Arabern und Zionisten gemeinsam regierter Staat gegründet werden. In der Zwischenzeit sollte die zionistische Immigration begrenzt werden und der britische Hochkommissar die Vollmacht erhalten, Landkäufe zu steuern und zu verbieten.
Die Politik des Weißbuchs hätte über die Zionisten verhängt, dauerhaft eine Minderheit unter den feindseligen Arabern zu bleiben, die sie politisch fortwährend überstimmen können würden. Große Gefahr, dass ein solcher Staat wirklich gegründet werden müsste, bestand für die Briten daher nicht, da die Staatsgründung von der Zustimmung der Zionisten abhängig gemacht wurde. Die umfassende Absage ans zionistische Programm brachte dennoch nun wiederum die Zionisten gegen die Briten auf. Auf der Biltmore-Konferenz wurden mit der Biltmore-Erklärung noch aggressivere Leitlinien für eine zionistische Politik veröffentlicht, als sie bis dahin offiziell verlautbart worden waren: Gefordert wurde nun nicht mehr nur eine „nationale Heimstätte“ in Palästina, sondern dass „Palästina [selbst] als jüdischer Commonwealth etabliert“ werde. Auch zionistische Terrororganisationen steuerten um: Irgun, eine Abspaltung vom zionistischen Militär, die zuvor vor allem die arabischen Aufstände durch über 60 (Massen-)Morde und Mordversuche zusätzlich befeuert hatte, verlegte sich zunehmend auf Anschläge gegen die Briten. Als nach Ausbruch des Zweiten Weltkriegs Irgun ihre Angriffe bis 1944 kurzzeitig unterließ, spaltete sich wiederum die Organisation Lechi ab und setzte die Terrorangriffe vor allem auf Briten fort. Ab 1944 verübten auch Irgun und Hagana wieder antibritischen Terror, besonders öffentlichkeitswirksam etwa mit dem Anschlag im King David Hotel.
Während des Kriegs zeichnete sich außerdem sowohl bei Zionisten als auch bei Arabern ab, dass sie mit den Deutschen kooperieren könnten, mit denen die Briten im Krieg waren: Ende 1940 reiste der Lechi-Vertreter Naftali Lubenchik nach Beirut, um den deutschen Beamten Werner Otto von Hentig zu treffen. Israel Eldad, eines der führenden Mitglieder von Lechi, schrieb über Hitler: „Es ist nicht Hitler, der das Königreich Israel und die Rückkehr nach Zion hasst, und es ist nicht Hitler, der uns dem grausamen Schicksal aussetzt, ein zweites und drittes Mal in Hitlers Hände zu fallen, sondern die Briten.“ Avraham Stern, der Gründer von Lechi, schlug vor, 40.000 Juden aus dem besetzten Europa zu rekrutieren, die mit deutscher Unterstützung in Palästina einmarschieren sollten, um die Briten zu vertreiben. Zeitgleich deutete im Jahr 1941 das Treffen zwischen dem palästinensischen Mufti Mohammed Amin al-Husseini und Adolf Hitler darauf hin, dass die Araber bereit waren, mit den Nazis gegen ihre „gemeinsamen Feinde“ – Juden, Briten und Kommunisten im Ostblock – gemeinsame Sache zu machen.
Als nach dem Holocaust knapp 250.000 Menschen in DP-Lagern saßen – überwiegend illegale Immigranten aus Osteuropa, die bei ihrem Versuch der Migration nach Palästina oder in die USA abgefangen worden waren, und ehemalige KZ-Häftlinge –, die viele westliche Länder nicht in ihrem eigenen Land wollten, und daher auch die USA England drängten, trotz ihres Weißbuchs 100.000 jüdische Immigranten nach Palästina zu lassen, beschloss die britische Regierung am 14. Februar 1947, die Vereinten Nationen, die 1945 die Nachfolge des Völkerbundes angetreten waren, „darum zu bitten, Empfehlungen zur künftigen Regierung Palästinas zu geben.“

### Diplomatischer Kontext
Der UN-Teilungsplan wurde 1947 verhandelt, also unmittelbar vor dem Kalten Krieg und zu einer Zeit, in der nach dem Zweiten Weltkrieg viele Staaten entweder finanziell von den USA oder politisch von der Sowjetunion abhingen. Die Sowjetunion hatte daher mit Weißrussland, Polen, der Tschechoslowakei und der Ukraine effektiv noch vier weitere Stimmen, die USA hatten starken Einfluss auf die lateinamerikanischen Staaten, die zu dieser Zeit 19 der 57 in den UN vertretenen Stimmen hatten. Aus unterschiedlichen Gründen waren die USA und die Sowjetunion einer Teilung Palästinas zugeneigt, die am prominentesten bereits 1937 von der Peel-Kommission vorgeschlagen worden war. Dagegen hatten die sechs Staaten Ägypten, Irak, Jemen, Libanon, Saudi-Arabien und Syrien 1945 die Arabische Liga gegründet unter anderem zum Zweck, die Unabhängigkeit Palästinas zu erstreiten, und waren daher entschieden gegen eine Teilung des Landes.

#### Teilungsplan der Peel-Kommission

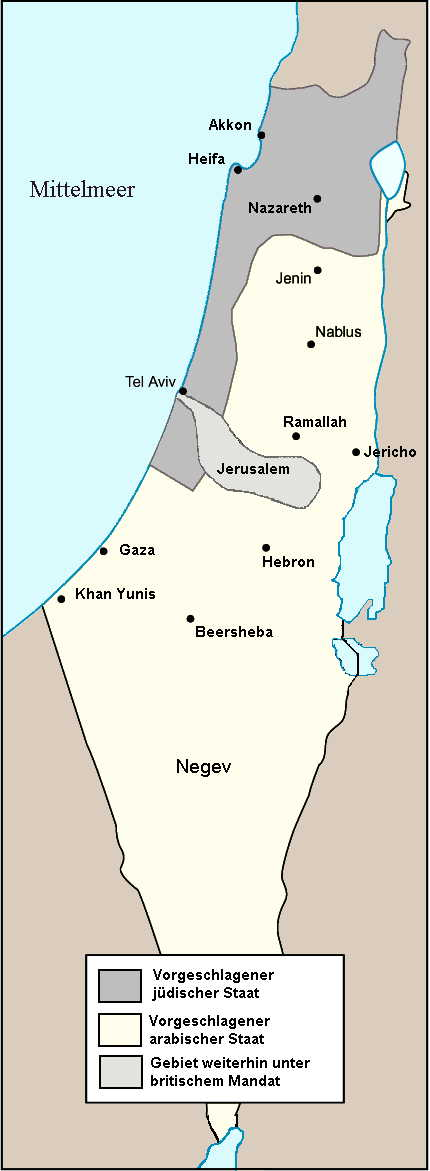
Teilungsvorschlag der Peel-Kommission, 1939

Vor der Veröffentlichung des Weißbuchs hatte die Peel-Kommission 1937 vorgeschlagen, Palästina aufzuteilen. Die Zionisten wären dabei begünstigt worden: Im geplanten arabischen Teil lebten nur 1.250 Juden; im geplanten jüdischen Teil dagegen 225.000 Araber. Weil entsprechend einer zionistischen Idee beide Gruppen ins jeweils andere Gebiet transferiert werden sollten – notfalls unter Zwang –, hätten damit 180× so viele Araber transferiert werden müssen wie Zionisten. Das Küstengebiet des jüdischen Staats war außerdem das palästinensische Anbaugebiet von Zitrusfrüchten, dem wichtigsten Exportgut Palästinas, das von dort auch gleich verschifft wurde. Dieses gesamte Gebiet wäre für die Zionisten bestimmt worden. Dennoch lehnten die Zionisten dieses Angebot des ihnen zu kleinen Staats ab, waren aber grundsätzlich bereit zu weiteren Verhandlungen über eine Teilung Palästinas.
Die Araber waren auch dazu nicht bereit: Sie hätten mit dieser Teilung ihre wirtschaftlich stärksten und fruchtbarsten Regionen verloren und große Teile ihrer Bevölkerung hätten ihre Heimat verlassen müssen und wären nach ihrem Transfer stattdessen gezwungen gewesen, Land zu bestellen, das sich anders als die Küstenebene aktuell noch gar nicht zum Ackerbau eignete. Überdies sollte auch das palästinensische Gebiet kein selbstständiger Staat, sondern Englands Marionettenstaat Transjordanien zugeschlagen werden, wonach das durch den Zweiten Weltkrieg in finanzielle Nöte gekommene England sich ohne größeren finanziellen Aufwand weiterhin immerhin relativ frei durch Palästina hätte bewegen können. Von diesem für die Araber inakzeptablen Teilungsplan rührt ein Großteil der Entschiedenheit her, mit der später die arabischen Staaten gegen den noch unausgewogeneren Teilungsplan der UN Stellung beziehen sollten.

#### Sowjetunion
Die Sowjetunion wollte allem voran den Einfluss Westeuropas im Nahen Osten schwächen und wünschte sich dort stattdessen einen dem Ostblock zugeneigten Staat, der mindestens als Gegengewicht zu den eng mit England verbundenen Regierungen Iraks und Transjordaniens und den eng mit Frankreich verbundenen Regierungen Libanons und Syriens fungieren sollte. Arnold Krammer vermutet, dass Josef Stalin besonders durch Politiker der israelischen kommunistischen Partei Maki und Vertreter der israelischen kommunistischen Bewegung Hashomer Hatzair beeinflusst worden war, wonach er zur (mittelfristig offensichtlich falschen) Überzeugung gelangte, der beste Kandidat für einen solchen ostblock-freundlichen Staat sei ein zionistisches Israel. Die CIA konnte daher später das Verhalten des Ostblocks während der Verhandlungen über den Teilungsplan so zusammenfassen:

„Die Delegierten des kommunistischen Ostblocks […] förderten oder unterstützten durch [ihre] Stimmen jede von Zionisten und ihren Vertretern favorisierte Maßnahme, während sie gegen jede von der Mehrheit der Araber oder den arabischen Vertretern geförderte oder favorisierte Maßnahme opponierten oder sie sabotierten. […] Die kommunistischen Vertreter attackierten fortwährend Vorschläge der USA [mit der Behauptung, sie] stünde einer Teilung und einem jüdischen Staat entgegen und favorisiere im Endeffekt das Anliegen der Araber.“

#### USA
Die Interessen und das Verhalten der USA waren komplexer. Zusätzlich dazu, dass die Amerikaner die Displaced Persons lieber in Palästina als in ihrem eigenen Land gesehen hätten, waren drei Faktoren wichtig: (1) Präsident Trumans bester Freund war ein gemäßigter Zionist, sein Berater Clark Clifford ebenfalls, sein Berater David Niles war überzeugter Zionist. Besonders auf Niles Betreiben hatte Truman sich außerdem bereits bei den Kongresswahlen von 1946 für die 5 Millionen jüdische Wählerstimmen in den USA deutlich prozionistisch positioniert und vor allem immer wieder gefordert, 100.000 DPs müssten umgehend nach Palästina immigrieren können (was England im Nahen Osten in schwere Bedrängnis brachte). Eine umfassende jüdische Immigration war nur möglich nach einer Teilung Palästinas.
(2) Die Außenpolitiker und Politstrategen der USA dagegen wollten durchaus erreichen, dass den Vereinten Nationen ihr erstes großes Friedensprojekt gelänge, (3) und wollten gleichzeitig die arabischen Staaten aus wirtschaftlichen Gründen nicht verärgern. Der für den Nahen Osten verantwortliche Staatssekretär Loy W. Henderson hielt darüber hinaus den Teilungsplan prinzipiell für strategisch und ethisch unmöglich:

„Die Vorschläge im Plan der UNSCOP beruhen nicht nur auf keinen internationalen Prinzipien, deren Aufrechterhaltung im Interesse der Vereinigten Staaten wäre, sondern sie widersprechen eindeutig verschiedenen Prinzipien, die in der [UN-]Charta festgelegt sind, sowie Prinzipien, auf denen die amerikanischen Vorstellungen von Regierung basieren. Diese Vorschläge ignorieren beispielsweise solche Prinzipien wie Selbstbestimmung und Mehrheitsherrschaft. Sie erkennen [dafür] das Prinzip eines theokratischen Rassenstaates an und gehen in mehreren Fällen sogar so weit, aufgrund von Religion und Rasse gegen Personen außerhalb Palästinas zu diskriminieren. (...)
Wir sind den Juden gegenüber an keine Verpflichtung gebunden, einen jüdischen Staat zu errichten. Die Balfour-Deklaration und das Mandat sahen nicht einen jüdischen Staat, sondern eine nationale jüdische Heimstätte vor. Weder die Vereinigten Staaten noch die britische Regierung haben den Begriff ‚jüdische nationale Heimstätte‘ jemals als jüdischen Nationalstaat interpretiert.“

Diese gegensätzlichen Ziele und Ansichten führten dazu, dass die USA eine Strategie fuhren, zunächst passiv zu bleiben und sich der Mehrheitsmeinung anzuschließen, dann aber die arabischen Staaten versöhnlich zu stimmen und zum Gelingen des UN-Unternehmens beizutragen, indem sie im Nachhinein Zugeständnisse an die arabischen Staaten machten, und am Ende durch hinter den Kulissen ausgeübten Druck auf andere Staaten die Umsetzung einer Teilung Palästinas zu erzwingen (s. u.).

### UNSCOP und der UNSCOP-Report

UN-Teilungsplan

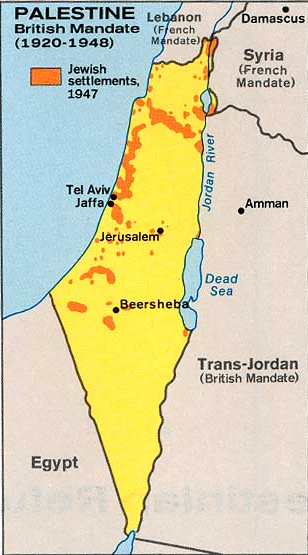
Jüdische Siedlungen 1947

Der Antrag Englands an die UN war sehr allgemein gehalten; die UN setzten daher, um zunächst die zu klärenden Fragen zu sortieren und die notwendigen Daten zu sammeln, den Sonderausschuss UNSCOP ein. Ihm gehörten Vertreter verschiedener Staaten an, aber keine der Großmächte USA, Sowjetunion, England, Frankreich und China. Dies sollte neutrale Entscheidungen möglich machen.
Die UNSCOP skizzierte zwei Ansätze zur Lösung:
- Eine von einer Mehrheit vertretenen und am Teilungsplan der Peel-Kommission von 1937 orientierten Teilung Palästinas, bei der die beiden Staaten durch eine Wirtschaftsunion verbunden sein sollten.
- Einen von einer Minderheit (Iran, Indien und Jugoslawien) vertretenen und dem Weißbuch von 1939 näherstehenden einigen Bundesstaat mit einem arabischen und einem jüdischen Teilstaat.

Australien wollte sich nicht zwischen beiden Optionen entscheiden.
Als nicht realisierbar wurden verworfen:
- Bildung eines einzigen Staats, in dem einer der beiden Bevölkerungsteile eine dominierende Rolle einnimmt
- Zweistaatenlösung mit vollständiger Separation
- Kantonisierung (Teilung auf Ebene einzelner Städte/Gemeinden)

#### Unregelmäßigkeiten beim UNSCOP-Report
Vor und nach Verfassung des UNSCOP-Reports und im Report selbst sind mehrere Unregelmäßigkeiten festgestellt worden, in deren Folge die arabischen Staaten die abschließende Resolution 181 drei Wochen nach ihrer Verabschiedung für illegal erklärten. Die wichtigsten:
(1) Vor Bildung des Sonderausschusses setzte der Ostblock durch, dass vor Verfassung des UNSCOP-Reports die Zionisten von der Generalversammlung angehört werden müssten. Die Zionisten waren daher die erste Nichtregierungsorganisation, die je von der UN angehört wurde, da zuvor ähnliche Anträge stets abgelehnt worden waren. In der Folge fanden mehrere zionistische Positionen direkten Eingang in den UNSCOP-Report. Gelegentlich wird das auch teilweise darauf zurückgeführt, dass das Arabische Hohe Komitee taktisch unklug die Arbeit der UNSCOP boykottierte, tatsächlich aber arrangierte Ralph Bunche, der im Auftrag der UN die UNSCOP anleitete und durch Palästina führte, trotz dieses offiziellen Boykotts Treffen mit Mitgliedern des Hohen Komitees. Wichtige dieser zionistischen Positionen waren:
(i) Der Zionist Abba Hillel Silver vertrat die These, die Rede von der „jüdischen nationalen Heimstätte“ sei der Schlüsselbegriff im Mandatstext. Der palästinensische Vertreter Henry Cattan dagegen ging bei seiner Anhörung davon aus, dass per Mandat auch den Palästinensern Unabhängigkeit zugestanden habe und auch unabhängig davon den Palästinensern Selbstverwaltung in einem eigenen Staat zustehe, weshalb mit der Rede von der „nationalen Heimstätte“ in der Balfour-Deklaration nicht ebenfalls ein „Staat“ gemeint sein könne. Im UNSCOP-Report schloss man sich (fälschlicherweise, siehe die oben erwähnte IGH-Analyse) der Position der Zionisten an und stellte fest, wegen der Balfour-Deklaration würde mit der Gründung eines jüdischen Staates kein palästinensisches Selbstbestimmungsrecht gebrochen.
(ii) Der Zionist Mosche Scharet hatte bei seiner Anhörung das Problem der Displaced Persons und das Palästina-Problem aneinander gekoppelt, indem er äußerte, sämtliche dieser Personen wollten nach Palästina und seien allein dort sicher, da sie sonst in allen Ländern verfolgt würden. Dass das so nicht richtig war, war bekannt: Eine US-Umfrage unter europäischen Juden von 1945 hatte bereits ergeben, dass viele unter ihnen nur deshalb nach Palästina reisen wollten, weil Staaten im Westen ihnen die Grenzen nicht öffneten. Dennoch wurde auch dies übernommen und später daraus gefolgert, dass es demzufolge in einem jüdischen Staat Raum für weitere jüdische Immigranten bräuchte.
(iii) Der Delegierte von Polen behauptete, seine jüdischen Landsleute seien es, die in Palästina „die Wüste zum blühen“ brächten. Weil man auch diese Behauptung akzeptierte, und zusätzlich im UNSCOP-Report wiederholt vom Negev als von einer „Halbwüste“ schrieb, die nur von grob 90.000 nomadischen Beduinen spärlich besiedelt sei und daher erst von den Zionisten zum Blühen gebracht werden müsse, wurde am Ende der ganze Süden Palästinas den Zionisten zugeteilt. Tatsächlich musste der fruchtbare Teil des Negev mitnichten erst entwickelt werden und waren die Beduinen im Negev nicht nur Nomaden, sondern der Negev war die Kornkammer Palästinas, die von den Beduinen befüllt wurde:

„[…Der Negev] war bevölkert von 100.000 Beduinen, die in der Wüste das Gros an Gerste und Weizen produzierten, die in Palästina angebaut wurden.
Das bestellte Ackerland im Negev allein war drei Mal so groß wie das von jüdischen Siedlern im ganzen Rest Palästinas bestellte Land. Obwohl nur 475 jüdische Siedler im Negev lebten, […] überwiesen die Vereinten Nationen pflichtschuldig dieses große Gebiet den Zionisten, zweifellos, da sie an den Mythos glaubten, dass es sie statt den Arabern waren, die ‚die Wüste zum blühen brachten.‘“

Damit sollte nun zusätzlich zur wirtschaftlich bedeutenden Küste mit dem gesamten Anbaugebiet für Zitrusfrüchte auch noch das wichtigste Anbaugebiet für Getreide nebst dem Golf von Aqaba mit seinem großem wirtschaftlichen Potential den Zionisten zugesprochen werden.
Nach Veröffentlichung des UNSCOP-Reports gaben die arabischen Staaten öffentlich ihre Ablehnung bekannt. Ägypten, der Irak und Syrien brachten zudem ein, zunächst den Internationalen Gerichtshof überprüfen zu lassen, ob unter anderem (a) die indigene Bevölkerung Palästinas nicht ein inhärentes Recht auf Palästina habe, (b) ob die Erarbeitung eines Plans, ein Land gegen den Willen der Mehrheit seiner Bevölkerung zu teilen, sich überhaupt mit den Prinzipien und der Charta der Vereinten Nationen vereinbaren lasse, und (c) ob die Vereinten Nationen berechtigt seien, zu empfehlen, dass eine solche Landesteilung gegen den Willen der Landesbevölkerung erzwungen werden solle. Später wurde dies zu einem eigenen Resolutionsentwurf ausformuliert. Die Überweisung der Fragen (a), (b) und weiteren an den IGH wurden durch die Generalversammlung mit 18 : 25 Stimmen abgelehnt, die Überweisung von Frage (c) mit 20 : 21 Stimmen. Das sollte sich in Zukunft als problematisch erweisen; in der Folge ist diese Frage noch heute umstritten. Dies war einer der beiden Gründe, warum später die arabischen Staaten Resolution 181 für illegal erklärten.
(2) Der Negev hatte zu jenen Regionen gehört, die die USA nachträglich wieder den Palästinensern zugestehen wollten. Als die Zionisten von diesen Plänen hörten, arrangierten zionistische Freunde Trumans ein Treffen mit Chaim Weizmann, der den Präsidenten unter anderem mit der Vision eines Kanals durch das jüdische Gebiet vom Golf von Akaba nach Tel Aviv überzeugte. Auf Trumans direktes Geheiß gingen daraufhin die Amerikaner von ihrer Position ab und brachten lediglich den (von der Generalversammlung angenommenen) Änderungsvorschlag ein, das Palästinensergebiet ein wenig um die Stadt Beerscheba und einen unbewohnten Wüstenabschnitt an der Grenze zu Ägypten zu vergrößern. Der fruchtbare Teil des Negev, die Quellen am Toten Meer und der Golf von Akaba blieben danach dennoch im jüdischen Staat.
(3) Sieht man vom Diplomatieskandal nach Beschluss des Teilungsplans ab (s. u.), war die wichtigste Unregelmäßigkeit diese: Ursprünglich sollte nur die Mehrheitsempfehlung des UNSCOP-Reports genauer durch eine Sonderkommission ausgearbeitet werden. Der Vorsitzende Herbert Vere Evatt jedoch ließ auf Betreiben eines US-amerikanischen Politikers beide Empfehlungen ausarbeiten. Auch die Zusammensetzung der beiden Unterkommissionen nahm Evatt vor. In die Minderheitenkommission gruppierte er Afghanistan, Ägypten, Irak, Jemen, Kolumbien, Libanon, Saudi-Arabien und Syrien, und damit alle Anwälte der palästinensischen Sache mit allein dem Staat Kolumbien als Fremdkörper, der sich daher später durch Pakistan ersetzen ließ. Einen vorausgegangenen Antrag der Minderheitenkommission, sie ausgewogener zusammenzusetzen, lehnte Evatt ab. Damit waren gleichzeitig die arabischen Staaten von der genaueren Ausarbeitung des Teilungsplans ausgeschlossen und der alternative Föderalismus-Plan zu einer arabischen Sondermeinung degradiert worden:

„Es erscheint anormal, dass das Verfahren zur Abwägung des [UNSCOP-]Berichts an zwei Unterausschüsse des Ad-hoc-Ausschusses delegiert wurde, von denen einer aus Delegierten bestand, die für die Teilung waren, und der andere aus arabischen Delegierten sowie Kolumbien und Pakistan, die mit der arabischen Sache sympathisierten. Es war offensichtlich, dass diese beiden Unterausschüsse so unausgewogen waren, dass sie nichts Konstruktives erreichen konnten. Wie sich später zeigte, war es unmöglich, ihre widersprüchlichen Empfehlungen in Einklang zu bringen. Unter diesen Umständen war es nicht überraschend, dass den berechtigten Bestrebungen der Palästinenser keine ernsthafte Aufmerksamkeit geschenkt wurde.“

## Teilungsplan

### Staatsgebiete und Bevölkerung

Der UN-Teilungsplan für Palästina

Nach Bildung der beiden Unterkommissionen wurde der genauere Teilungsplan von der „Unterkommission 1“ ausgearbeitet. Jeder der beiden Staaten hatte drei Teile: Zum jüdischen Staat sollte im Norden die fruchtbare Jesreelebene und Ostgaliläa mit dem See Genezareth, im Westen die nördliche und zentrale Küstenebene und im Süden das große Negev-Gebiet gehören. Zum arabischen Staat sollte im Norden Westgaliläa, im Osten das zentrale Bergland und im Süden die südliche Küstenebene gehören. Die Stadt Jerusalem (einschließlich umliegender Gemeinden) schließlich sollte wegen der vielen Religionen wichtigen religiösen Stätten als Corpus separatum eine internationale Zone unter der Verwaltung der Vereinten Nationen werden.
Zugrundegelegt wurden dabei folgende Bevölkerungszahlen:
|                  | „Juden“          | „Araber und andere“ | Gesamt    |
| ---------------- | ---------------- | ------------------- | --------- |
| jüdischer Staat  | 498.000          | 407.000             | 905.000   |
| arabischer Staat | 10.000           | 725.000             | 735.000   |
| Jerusalem        | 100.000          | 105.000             | 205.000   |
| Gesamt           | 608.000 = 34,9 % | 1.132.000 = 65,1 %  | 1.740.000 |

Unterkommission 2 bemängelte jedoch, dass hierbei die Beduinen unberücksichtigt geblieben waren; rechnete man diese ein, wären auch im jüdischen Staat die Araber von vornherein in der Mehrheit. Daraufhin wurde das Stadtgebiet von Jaffa mit 71.000 Arabern und 10.000 Zionisten wieder aus dem jüdischen Staat ausgeschlossen und dem arabischen Staat als ein viertes Gebiet zuerkannt. Rechnet man die Beduinen, die Jaffa-Änderung und die von den USA vorgeschlagene Beerscheba-Änderung ein, ergab sich am Ende:
|                  | „Juden“          | „Araber und andere“ | Gesamt    |
| ---------------- | ---------------- | ------------------- | --------- |
| jüdischer Staat  | 488.000          | 434.500             | 922.500   |
| arabischer Staat | 20.000           | 824.500             | 844.500   |
| Jerusalem        | 100.000          | 105.000             | 205.000   |
| Gesamt           | 608.000 = 30,8 % | 1.364.000 = 69,2 %  | 1.972.000 |

### Wirtschaftsunion
Damit war das Gebiet des jüdischen Staates noch größer als im Teilungsplan der Peel-Kommission. Die beiden wichtigsten Kritikpunkte, die Palästinenser gegen diesen Teilungsplan vorgebracht hatten, sollten aber ausgemerzt werden: Anders als die Peel-Kommission ging der UN-Teilungsplan nicht davon aus, dass die Palästinenser im jüdischen Staat „transferiert“ werden müssten. Die Tatsache, dass mit diesem Teilungsplan die wirtschaftlich stärksten und fruchtbaresten Regionen Palästinas ganz dem jüdischen Staat zubestimmt wurde, sollte einigermaßen durch eine Wirtschaftsunion gelöst werden, durch die jüdischer und palästinensischer Staat gleichermaßen von den Erträgen dieser Regionen profitierten. Was im UNSCOP-Report noch allgemein formuliert war, wurde im Report des Unterausschusses genauer gefasst:
- Eine Zoll- und Währungsunion sollte eingerichtet werden.
- Die Wirtschaftsunion hatte zum Zweck
  - eine nicht-diskriminierende Verkehrsinfrastruktur
  - „gemeinsame wirtschaftliche Entwicklung, insbesondere hinsichtlich Bewässerung, Landgewinnung und Bodenerhaltung“
  - nicht-diskriminierenden Zugang zu Wasser und Energie

Dies sollte erreicht werden, indem die gemeinsamen Zolleinnahmen nach Abführung einiger Posten zur Erfüllung dieser Zwecke gerecht auf beide Staaten aufgeteilt würden. Bei dieser Ausgleichszahlung sollte aber der „Gewinn“ eines Staates durch diese Zahlungen vier Mio. Pfund nicht übersteigen. Auf 2024 umgerechnet könnte ein Staat danach also maximal 23 Mio. € erhalten.
Zehn Jahre nach Gründung der beiden Staaten konnte ein Staat außerdem mit einer Frist von zwei Jahren aus dieser Wirtschaftsunion austreten.

### Arabische Kritik und jüdische Haltungen
Dafür war die Küstenfrage durch die Negevfrage weiter verschärft worden. Aus diesem und weiteren Gründen hielten die Araber in Unterkommission 2 und halten Palästinenser auch den UN-Teilungsplan für ungerecht: In ihrer Wahrnehmung
- widersprach die Teilung ihres Landes an sich ihrem Recht auf Selbstbestimmung und damit auch dem Palästina-Mandat und der UN-Charta
- sollten die 5,8 % an Land der 30,8 % Bevölkerung schlagartig auf 56 % erhöht werden, darunter 84 % des gesamten für Ackerbau geeigneten Lands Palästinas, zu dem alle Anbauflächen für Zitrusfrüchte (zur Hälfte in palästinensischem Besitz) und die meisten für Getreide (größtenteils im palästinensischen Besitz) gehörten. Insgesamt waren an als „kultivierbar“ eingeordnetem Land im jüdischen Staat 80 % in palästinensischem Besitz.
- Auch der (öffentlich finanzierte) zentrale Hafen in Haifa, der See Genezareth mit seinen Fischereibetrieben im Norden, der Golf von Aqaba im Süden, der Großteil des Toten Meers, die Quellen am Toten Meer, 400 palästinensische Dörfer und 40 % der palästinensischen Industrie sollten dem jüdischen Staat zugeschlagen werden.
- Die Staatsgrenze sollte so nahe an den Ortsgrenzen der Grenzstädte Tulkarm, Qalqiliya, Lydda, Ramle, Gaza und später Beerscheba verlaufen, dass alle einen großen Teil ihres Landkreises und agrarischen Hinterlands verloren hätten; Jaffa sollte ganz auf sein Stadtgebiet beschränkt werden.
- Anstatt dass 30,8 % der Bevölkerung eine Minderheit in einem eigenen Staat wären, sollten nun mit den 434.500 Palästinensern im jüdischen Staat 47,1 % der Bevölkerung dauerhaft eine Minderheit bleiben.
- Im palästinensischen Staat dagegen hätten nur 20.000 Juden gelebt; das Gebiet in zionistischem Besitz, das sie mit der Teilung an den palästinensischen Staat verloren hätten, machte nur 1 % dieses Gebiets aus.
- Überdies wäre man in der Wirtschaftsunion dauerhaft von Transferzahlungen des jüdischen Staats abhängig. Der UNSCOP-Report hatte darüber hinaus noch die Notwendigkeit weiterer dauerhafter internationaler Entwicklungshilfen vorausgesehen.

Die jüdischen Haltungen fasste die CIA so zusammen:

„Ein erheblicher Teil des Weltjudentums bevorzugt aus verschiedenen Gründen die Teilung nicht als Lösung des Palästina-Problems. Die extremen Zionisten lehnen die Teilung ab und fordern ganz Palästina und Transjordanien für einen jüdischen Staat. […] Die nicht-zionistischen Juden, die zahlreich sind, aber nicht entschieden Stellung beziehen, lehnen die Teilung ab. Sie argumentieren, der Versuch einer militanten Minderheit, einen Nationalstaat auf der Basis eines religiösen Glaubens zu errichten gefährde die primären Interessen des Weltjudentums (insbesondere fürchten die meisten Juden in den arabischen Staaten, außer in Palästina, dass der Zionismus die Araber verärgern und somit die langjährige und relativ sichere Minderheitenposition der Juden gefährden könnte). […] Die moderaten Zionisten, hauptsächlich vertreten durch die World Zionist Organization und die Jewish Agency, befürworten den Teilungsplan der UNSCOP, allerdings mit gewissen Vorbehalten. Die Agency, die sich keine Sorgen wegen der Aussicht auf einen Bürgerkrieg in Palästina macht, hat wiederholt behauptet, dass sie über ausreichend bewaffnete Kräfte verfügt, um einen jüdischen Staat gegen die Araber zu verteidigen. Die Agentur denkt, dass sie […] den jüdischen Staat möglicherweise auf ganz Palästina und vielleicht auch Transjordanien ausweiten könnte. Demnach sehen selbst die moderaten Zionisten die Teilung nicht als endgültige Lösung des Palästina-Problems an.“

## Resolution 181 (II)
Der von Unterkommission 1 erarbeitete Teilungsplan wurde schließlich von einer der Generalversammlung entsprechenden Spezialkommission gemeinsam beraten und so in die Schlussfassung der Resolution 181 (II) umgesetzt. Sie enthielt im Wesentlichen die Vorschläge des Mehrheitsplans zur Teilung des Landes im UNSCOP-Report, wie er von Unterkommission 1 weiterentwickelt worden war.
Neben den bereits genannten Punkten sah die Resolution unter anderem für beide Seiten demokratische Verfassungen vor, die das allgemeine Wahlrecht, die Respektierung der Menschen- und Bürgerrechte, den Schutz der heiligen Stätten aller in Palästina vorhandenen Religionsgemeinschaften und vor allem den Schutz der nationalen und der religiösen Minderheiten in dem jüdischen und dem arabischen Staat enthalten sollte.
Zudem wurde beschlossen:
- Das britische Mandat für Palästina sollte so bald wie möglich beendet werden, keinesfalls aber später als am 1. August 1948.
- Unabhängige arabische und jüdische Staaten sowie das internationale Regime für den Stadtbezirk von Jerusalem sollten zwei Monate nach Ende des Abzugs der Mandatsmacht, auf keinen Fall aber später als am 1. Oktober 1948, zur Existenz gelangen.
- Die bewaffneten Kräfte der Mandatsmacht sollten nach und nach von Palästina abgezogen und der Abzug so bald wie möglich abgeschlossen werden.
- Die Mandatsmacht England sollte „zum frühestmöglichen Zeitpunkt und in jedem Fall spätestens bis zum 1. Februar 1948“ eine „beträchtliche Einwanderung“ ermöglichen.

## Die Abstimmung
Die Annahme der Resolution durch die Generalversammlung erforderte eine Zweidrittelmehrheit der gültigen Stimmen der damals 57 Mitgliedstaaten der Vereinten Nationen, wobei sich enthaltende und abwesende Mitglieder nicht mitzählten. Als sich bei der Abstimmung im Spezialausschuss über die Übergabe an die Generalversammlung am 26. November abzeichnete, dass zwar eine Mehrheit, aber keine Zweidrittelmehrheit für die Resolution stimmen würden, beantragte die amerikanische Delegation unter dem Vorwand, Thanksgiving feiern zu wollen, eine Vertagung der Abstimmungssitzung.
Bei der entscheidenden Abstimmung dann waren unerwartet die Philippinen von einem Contra nach Pro umgeschwenkt, Nicaragua von Contra zu Enthaltung, Frankreich, Haiti, Liberia und außerdem Luxemburg, die Niederlande, Neuseeland und Nicaragua von einer Enthaltung nach Pro. Mit 33 : 13 Stimmen wurde UN-Resolution 181 (II) angenommen.

### Berichte über und Indizien für Druck für und gegen den Plan
Da nach diesem Abstimmungsergebnis Kuba, Pakistan, Kolumbien und der Irak öffentlich im Plenarsaal „pressure tactics“ der USA und der Sowjetunion anprangerten, wurde in der Presse breit darüber berichtet. Für die arabischen Staaten, die schon zuvor angekündigt hatten, einen Teilungsplan nicht akzeptieren zu wollen, war dies der zweite Grund, aus dem sie die Resolution für gleich „doppelt ungültig“ hielten und sie kurze Zeit später wirklich für illegal erklärten: Die Abstimmung repräsentiere nicht die tatsächlichen Haltungen der Staaten, da ihr Ergebnis durch Erpressung zustande gekommen war.

#### Berichte über und Indizien für Druck für den Plan
Später legten Berichte nahe, dass die arabischen Staaten selbst „pressure tactics“ angewandt hatten. Gleichzeitig stellte sich heraus, dass der Vorwurf dennoch korrekt war: Vor allem aus Papieren aus dem Nachlass Trumans und Memoiren von Zionisten ergab sich, dass wirklich vor allem die USA und die schon zu dieser Zeit mächtige Israel-Lobby die zwei Extratage genutzt und massiven Druck auf andere Staaten ausgeübt hatten.  Abba Eban zum Beispiel schrieb:

„Im Hauptquartier der Jewish Agency arbeiteten wir rund um die Uhr: wir telegrafierten, telefonierten, schrieben, überredeten und umwarben Menschen auf der ganzen Welt. Gab es jemanden in Manila, der Zugang zum Präsidenten hatte? Könnte ein Freund in den Vereinigten Staaten Einfluss auf den Präsidenten von Liberia nehmen? Was genau waren die Beweggründe und Impulse, die Haiti dazu bringen könnten, für uns zu stimmen? Bestand die Hoffnung, dass Thailand sich der Stimme enthalten würde? Was war nötig, um Frankreich und Belgien in die Ja-Spalte zu bringen? Wie konnte Moshe Tov uns weitere Stimmen aus Lateinamerika sichern?“

Bekannt oder wahrscheinlich ist im Einzelnen:
- Vereinigte Staaten (Dafür): Präsident Truman merkte später an: „Tatsache ist, dass nicht nur Bewegungen um die Vereinten Nationen Druck ausübten, wie das zuvor noch nie gesehen wurde, sondern dass auch das Weiße Haus einem ständigen Bombardement ausgesetzt war. Ich glaube nicht, dass jemals so viel Druck und Propaganda auf das Weiße Haus gerichtet wurde wie in diesem Fall. Die Hartnäckigkeit einiger der extremen zionistischen Führer – motiviert durch politische Beweggründe und sich in politischen Drohungen äußernd – störte und verärgerte mich.“[117]

- Philippinen (Dafür): In den Tagen vor der Abstimmung sprach sich der philippinische Vertreter Carlos P. Rómulo noch für die arabische Seite aus: „Wir sind der Auffassung, dass die Angelegenheit in erster Linie eine moralische ist. Es geht darum, ob die Vereinten Nationen die Verantwortung für die Durchsetzung einer Politik übernehmen sollten, die den legitimen nationalistischen Bestrebungen der Menschen in Palästina eindeutig zuwiderläuft. Die Regierung der Philippinen hält es für falsch, dass die Vereinten Nationen eine solche Verantwortung übernehmen sollten.“[118] Daraufhin wurden philippinische Politiker von 26 amerikanischen Senatoren, zehn Abgeordneten, zwei Richtern des Obersten Gerichts und einem von Trumans Beratern erpresst oder bedrängt.[119][120][79][118][121]

- Haiti (Dafür): Haiti hatte sich zuvor enthalten, der Delegat hatte sich dabei aber gegen die Teilung ausgesprochen.[122] Das Versprechen eines Darlehens über fünf Millionen Dollar könnte Haitis Stimme für die Teilung gesichert haben.[119][120][79][123] Elisabeth Solomont schreibt auch, der in Haiti wohnende Milliardär Gilbert Bigio „habe eine Rolle gespielt“, nennt aber keine Belege.[124]

- Liberia (Dafür): Der Botschafter Liberias in den Vereinigten Staaten beklagte, dass die US-Delegation mehreren Ländern mit Kürzungen von Entwicklungshilfen gedroht habe.[125] Darüber hinaus brachten Trumans Berater Niles und der Kongressabgeordnete Stettinius Harvey S. Firestone Jr., Präsident der Firestone Tire & Rubber Company mit bedeutenden Anteilen im Land, dazu, Liberia mit dem Abbruch von Handelsbeziehungen zu erpressen (woraufhin Liberia beim State Department Protest einlegte, aber dennoch anders abstimmte).[99][119][120][79][126][118][121]

- Frankreich (Dafür): Um seine arabischen Kolonien nicht zu verärgern, hatte sich Frankreich zuvor bei der Abstimmung enthalten. Kurz vor der Endabstimmung wurde er von Chaim Weizmann und Bernard Baruch besucht. Baruch deutete an, dass ein Versäumnis des durch den Zweiten Weltkrieg in Finanznöte geratenen Frankreichs, die Resolution zu unterstützen, die geplante amerikanische Hilfe für Frankreich blockieren könnte.[79][102]

- Neuseeland (Dafür): Neuseelands Ministerpräsident war am Abend vor der Wahl von Freda Kirchwey kontaktiert worden.[127]

- Kuba (Dagegen): Die kubanische Delegation erklärte, dass sie gegen die Teilung stimmen würde, „trotz des Drucks, der auf uns ausgeübt wird“.[128] Papiere aus dem Nachlass Trumans belegten später eine Einflussnahme auf Kuba.[119][120]

- Indien (Dagegen): Die indische Abgeordnete Vijaya Lakshmi Pandit ließ gelegentlich durchblicken, dass sich Indiens Stimme zugunsten der Zionisten ändern könnte. Aber ein anderer indischer Delegierter, Kavallam Pannikar, sagte, dass Indien aufgrund seiner großen muslimischen Minderheit für die arabische Seite stimmen würde, obwohl sie wussten, dass die Juden einen Punkt hätten.[129] Später berichtete der indische Premierminister Jawaharlal Nehru darüber, dass die Zionisten versucht hätten, Indien mit Millionen zu bestechen, und seine Schwester Pundit täglich Warnungen erhalten habe, dass ihr Leben in Gefahr sei, es sei denn, „sie stimmte richtig ab“.[130]

- Auch bei  Ecuador (Dafür),  Paraguay (Dafür),  China (Enthaltung),  Honduras (Enthaltung) und  Griechenland (Dagegen) legen Papiere aus dem Nachlass Trumans nahe, dass er Einflussnahme auf diese Länder veranlasst hatte.[119][120] Der US-Senat erwog zu diesem Zeitpunkt ein großes Hilfspaket, zu dem auch 60 Mio. Dollar für China gehörten – möglicherweise war dies bei China als Druckmittel eingesetzt worden.[131][132]

- Über  Nicaragua (Dafür) schreibt Cohen, dass sie von den USA mit Sanktionen erpresst worden seien. Belege dafür gibt er allerdings nicht.[133]

- Thailand (Abwesend): Die Beglaubigungsschreiben der abgereisten siamesischen Delegation, mit der sie gegen die Teilung stimmten, wurde im Ausschuss am 25. November für ungültig erklärt.[100][134]

#### Berichte über Druck gegen den Plan
- Sowjetunion (Dafür): Laut Benny Morris versuchte Wasif Kamal, ein Beamter des Arabischen Oberkomitees, einen Delegierten der Vereinten Nationen, möglicherweise einen Sowjetvertreter, zu bestechen.[135]
- Von  Griechenland (Dagegen) schreibt Donovan, dass die Stimme der Griechen von den Arabern mit dem Versprechen gekauft worden sei, künftig in der UN stets für die griechische Sache zu stimmen.[120]
- Der Abgeordnete von  Guatemala (Dafür), Jorge García-Granados, schreibt, die Abgeordneten von Libanon, Syrien und dem Irak hätten ihm mitgeteilt, sie versuchten, seine Regierung zu erpressen. Der Abgeordnete von  Costa Rica (Dafür) habe ihm Ähnliches berichtet.[136] Dass García-Granados einer der entschiedensten Pro-Zionisten in der Versammlung und selbst mit Menachem Begin in Kontakt getreten war (der damals noch den Ruf eines Terroristen hatte),[137] schwächt den Wert seines Zeugnisses allerdings ein wenig. Der kubanische Delegat hatte umgekehrt berichtet, die Delegierten von Costa Rica und einem weiteren lateinamerikanischen Land seien mit einer Summe von 40.000 $ resp. 75.000 $ bestochen worden, für die Teilung zu stimmen.[120]
- Die arabischen Staaten warnten häufiger die westlichen Mächte insgesamt, dass die Billigung des Teilungsplans entweder mit einem Ölembargo oder einer Neuausrichtung der arabischen Staaten zum Sowjetblock beantwortet werden könnte.[138]

Grundsätzlich scheint die Taktik der Araber aber eher darin bestanden zu haben, mit dem Unheil zu warnen, dass im Falle einer Teilung in Palästina drohe, oder selbst ein solches Unheil anzudrohen:
- Einige Monate vor der UN-Abstimmung über die Teilung Palästinas teilte der irakische Premierminister Nuri as-Said dem britischen Diplomaten Douglas Busk mit, dass er nichts gegen die irakischen Juden habe, die eine seit langem etablierte und nützliche Gemeinschaft waren. Wenn jedoch die Lösung der Vereinten Nationen nicht zufriedenstellend wäre, könnte die Arabische Liga beschließen, strenge Maßnahmen gegen die Juden in arabischen Ländern zu ergreifen. Er würde diesem Beschluss dann nichts entgegensetzen können.[139][140]

- Jamal Husseini verhieß: „Das Blut wird wie Flüsse im Nahen Osten fließen.“[141]

- Bei der 29. Sitzung des Ad-hoc-Ausschusses der Vereinten Nationen für Palästina am 24. November 1947 sagte Dr. Heykal Pascha, der ägyptische Delegierte: „Wenn die Vereinten Nationen beschließen sollten, einen Teil Palästinas zu amputieren, um einen jüdischen Staat zu gründen, könnte keine Kraft auf Erden verhindern, dass dort Blut fließt […]. Jedoch […] einmal begonnene Blutvergießen kann von keiner Kraft auf Erden auf die Grenzen Palästinas selbst beschränkt werden. Wenn arabisches Blut in Palästina vergossen wird, wird notwendigerweise auch jüdisches Blut anderswo in der arabischen Welt vergossen, trotz aller aufrichtigen Bemühungen der betroffenen Regierungen, solche Vergeltungsmaßnahmen zu verhindern. Eine Million Juden in bestimmte und ernsthafte Gefahr zu bringen, nur um hunderttausend in Europa zu retten oder den zionistischen Traum zu erfüllen?“[142][143]

- Mahmud Bey Fawzi (Ägypten) sagte: „[…] erzwungene Teilung würde sicherlich zu Blutvergießen in Palästina und im Rest der arabischen Welt führen.“

- In einer Rede in der Generalversammlungshalle in Flushing Meadow, New York, am Freitag, den 28. November 1947, äußerte der irakische Außenminister Fadel Jamall folgende Aussage: „Eine gegen den Willen der Mehrheit der Bevölkerung erzwungene Teilung wird den Frieden und die Harmonie im Nahen Osten gefährden. Nicht nur ein Aufstand der Araber in Palästina ist zu erwarten, sondern auch die Massen in der arabischen Welt können nicht zurückgehalten werden. Das arabisch-jüdische Verhältnis in der arabischen Welt wird sich stark verschlechtern. Es gibt mehr Juden in der arabischen Welt außerhalb Palästinas als dort. Allein im Irak haben wir etwa hundertfünfzigtausend Juden, die zusammen mit Muslimen und Christen alle Vorteile politischer und wirtschaftlicher Rechte teilen. Harmonie herrscht zwischen Muslimen, Christen und Juden. Aber jede den Arabern Palästinas auferlegte Ungerechtigkeit wird die Harmonie zwischen Juden und Nicht-Juden im Irak stören; sie wird zwischenreligiöse Vorurteile und Hass schüren.“[144]

### Abstimmungsergebnisse im Detail
Für den Plan stimmten (33): Australien, Belgien, Bolivien, Brasilien, Costa Rica, Dänemark, Dominikanische Republik, Ecuador, Frankreich, Guatemala, Haiti, Island, Kanada, Liberia, Luxemburg, Neuseeland, Nicaragua, Niederlande, Norwegen, Panama, Paraguay, Peru, Philippinen, Polen, Schweden, Sowjetunion, Südafrika, Tschechoslowakei, Sowjet-Ukraine, Uruguay, Venezuela, Vereinigte Staaten und Sowjet-Weißrussland.
Gegen den Plan stimmten (13): Afghanistan, Ägypten, Griechenland, Indien, Iran, Irak, Jemen, Kuba, Libanon, Pakistan, Saudi-Arabien, Syrien und die Türkei.
Der Stimme für oder gegen den Plan enthielten sich (10): Argentinien, Äthiopien, Chile, El Salvador, Honduras, Jugoslawien, Kolumbien, Mexiko, die Republik China und das Vereinigte Königreich.
Thailand (Siam) blieb der Abstimmung fern.

## Unabhängigkeitserklärungen und Geltung des Teilungsplans

### Unabhängigkeitserklärungen
Zur Umsetzung des UN-Teilungsplans kam es nie: Nach Verabschiedung der Resolution steigerten sich die bereits wütenden Unruhen in Palästina nach und nach zum Bürgerkrieg und dann zum internationalen Krieg als den beiden Hauptabschnitten des Palästinakriegs. England als Mandatsmacht, die die UN um Empfehlungen ersucht hatte, war in der Resolution „empfohlen“ worden, sich den Teilungsplan „anzueignen und ihn zu implementieren“. Das geschah nicht; nach Verabschiedung der Resolution verweigerte England jegliche Mitarbeit an einer Teilung Palästinas und griff überwiegend auch nicht ein, als Israel im Rahmen der Nakba begann, palästinensische Orte in und außerhalb des für den jüdischen Staat eingeplanten Territoriums zu erobern und zu entvölkern. Mit Resolution 181 war außerdem eine sich aus je einem Vertreter von Bolivien, Dänemark, Panama, den Philippinen und der Tschechoslowakei zusammensetzende „Palästina-Kommission“ gebildet worden, die die Transformation Palästinas mit der Hilfe des UN-Sicherheitsrats und in Zusammenarbeit mit Palästinensern und den künftigen Israelis zusätzlich unterstützen sollte. Am 13. April 1948 erklärte die Kommission jedoch in einem Report, dass

„die mit Waffengewalt ausgelebte Feindschaft einzelner palästinensischer und nicht-palästinensischer Araber, die mangelnde Kooperation der Mandatsmacht, die zusammenbrechende Sicherheitslage in Palästina und die Tatsache, dass der Sicherheitsrat die Kommission nicht mit der benötigten Unterstützung durch bewaffnete Truppen ausgestattet hatte, […] es der Kommission unmöglich gemacht hatte, die Resolution der [General-]Versammlung zu implementieren.“

Stattdessen erklärten die gewählten Vertreter der Zionisten im Volksrat am 14. Mai 1948, dem Tag von Englands Mandatsende (statt zwei Monate danach), mit der Israelischen Unabhängigkeitserklärung „kraft [ihres] natürlichen Rechtes und aufgrund des Beschlusses der Vollversammlung der Vereinten Nationen die Errichtung eines jüdischen Staates im Lande Israel – des Staates Israel“. Im ursprünglichen Entwurf der Erklärung lag dieser Staat noch „innerhalb der von den Vereinten Nationen definierten Grenzen“; auf Veranlassung David Ben-Gurions war diese Präzisierung jedoch wieder gestrichen worden: „Die [Araber] bereiten sich auf einen Krieg gegen uns vor. Wenn wir sie besiegen und Westgaliläa einnehmen oder Territorium auf den beiden Seiten der Straße nach Jerusalem, werden diese Gebiete Teil des Staats werden. Warum sollten wir uns verpflichten, Grenzen zu akzeptieren, die die Araber ohnehin nicht akzeptieren?“ Am selben Tag sandten Vertreter der Arabischen Liga ein Telegramm an den Sicherheitsrat, in dem ganz Palästina zu einem sog. „neu unabhängigen Staat“ erklärt wurde: Da die Teilungsresolution nicht umgesetzt worden war, sei das ganze Land Palästina nun unabhängig und die Palästinenser müssten nur noch eine Regierung bilden. Um ihnen das zu ermöglichen, würden in der Zwischenzeit die Araber mit ihren Armeen „für Recht und Ordnung sorgen“. Nach Ansicht der arabischen Staaten sei das neu gegründete Israel also nicht mit der Teilungsresolution ordentlich gegründet worden: nach ihrer Sprechart und Auslegung hätten die Israelis vielmehr mit Gewalt eine Sezession vom seit der Trennung vom Osmanischen Reich unabhängigen Staat Palästina unternommen, an dessen Grenzen sich nichts geändert habe.

Blau: Im Teilungsplan für Israel vorgesehenes Gebiet
rot: zusätzlich von Israel erobert
grün: uneroberte palästinensische Gebiete

Damit akzeptierte keine der beiden Seiten die von den Vereinten Nationen gezogenen Grenzen. In der Folge eroberte Israel in den nächsten Monaten noch weiteres palästinisches Territorium ungefähr bis zur Grünen Linie (rot auf der Karte) und vergrößerte so de facto sein Gebiet nicht von 5,8 % auf 56 %, sondern auf 78 % Palästinas. Allein das Westjordanland wurde zunächst von Jordanien besetzt und dann quasi-annektiert, wonach Palästinenser und Jordanier gemeinsam eine Regierung bildeten, ähnlich wurde der Gazastreifen von Ägypten verteidigt und zum Protektorat erklärt. Dort ging am 30. September 1948 aus dem Arabischen Hochkomitee die weitgehend bedeutungslose „Ganz-Palästina-Regierung“ hervor. Ihre Proklamation eines unabhängigen Palästina im ganzen Land wurde nur von sieben Staaten anerkannt. 19 Jahre später besetzte im Sechstagekrieg Israel auch diese Gebiete.
Nachdem danach 1974 die Arabische Liga die Palästinensische Befreiungsorganisation als „einzigen legitimen Repräsentanten des palästinensischen Volks“ anerkannt hatte, trat noch während dieser bis heute andauernden israelischen Besatzung 1988 der jordanische König Hussein I. mit einer Rede die Souveränität über das Westjordanland an die PLO ab, woraufhin diese am 15. November in einer weiteren Unabhängigkeitserklärung noch einmal die Gründung eines palästinensischen Staates verkündete. Auch sie berief sich in dieser auf den UN-Teilungsplan:

„Trotz der historischen Ungerechtigkeit, die dem palästinensisch-arabischen Volk widerfuhr und die dazu führte, dass es zerstreut und seines Rechts auf Selbstbestimmung beraubt wurde, gefolgt von der Teilung Palästinas in zwei Staaten, eines arabischen und eines jüdischen, stellt diese UN-Resolution 181 (1947) entsprechend der internationalen Legitimität das Recht des palästinensisch-arabischen Volkes auf Souveränität und nationale Unabhängigkeit sicher. […]
Das palästinensisch-arabische Volk bekräftigt mit Entschiedenheit seine unveräußerlichen Rechte im Land seiner Väter:
• gestützt auf das natürliche, historische und positive Recht des palästinensisch-arabischen Volkes und der Opfer der vorangegangenen Generationen in der Verteidigung der Freiheit und Unabhängigkeit ihrer Heimat
• ausgehend von den Resolutionen der arabischen Gipfelkonferenzen und der internationalen Legitimität, wie sie in den Beschlüssen der Vereinten Nationen seit 1947 verkörpert wird
• in Ausübung der nationalen Rechte des palästinensischen Volkes auf Selbstbestimmung, politische Unabhängigkeit und Souveränität über sein Land proklamiert der Palästinensische Nationalrat im Namen Gottes und im Namen des palästinensischen Volkes die Gründung des Staates Palästina auf seinem palästinensischen Boden mit Jerusalem als Hauptstadt.“

### Geltung des Teilungsplans
Da demnach der Teilungsplan nie implementiert wurde und/oder da er als Empfehlung formuliert war, und da gleichzeitig beide Staaten Israel und Palästina sich in ihren Unabhängigkeitserklärungen auf ihn beziehen, ohne dabei auch von den darin gezogenen Grenzen zu sprechen, ist es keine triviale Frage, welchen Status und welche Geltung eigentlich der UN-Teilungsplan hat und welchen rechtlichen Status demnach auch Territorium in Palästina hat.
Die Literatur darüber ist längst so unübersichtlich geworden, dass Victor Kattan 2021 die Positionen gesammelt und in mehrere Kategorien eingeteilt hat. Die Positionen sind nach der Anzahl der Vertreter für diese Position geordnet, die Kattan zusammengetragen hat:
1. (a) Resolution 181 hat Recht gesetzt, weil die UN-Generalversammlung sozusagen Rechtsnachfolger des Völkerbunds war (dass sie das in Sachen Mandatsrecht wirklich war, hat der IGH mit einer Einordnung zum „internationalen Status Südwestafrikas“ erklärt.[157][158]). (10 Vertreter)
(b) Alternativ: Resolution 181 war nur eine Empfehlung, die nach dem Grundsatz ex factis jus oritur („Fakten schaffen Recht“) aber Recht setzend wurde – zum Beispiel, weil sowohl Israel als auch Palästina sich in ihrer Unabhängigkeitserklärung auf die Resolution beriefen und auch noch 1949 viele Staaten die Resolution als Recht setzend erachteten und weiterhin von den in der Resolution 181 definierten Grenzen als den legalen Grenzen ausgingen. (9 Vertreter)
2. Resolution 181 war nur eine Empfehlung. Da sie nicht implementiert wurde, hat sie keinen Einfluss auf den rechtlichen Status der Region Palästina. (9 Vertreter)
3. Resolution 181 ist ultra vires: Bei der Erteilung des englischen Mandats musste sich der Völkerbund an Artikel 22 der Völkerbundssatzung halten, bei Formulierung der Resolution 181 musste die UN-Generalversammlung sich an die UN-Charta halten. Weil (a) entweder das Mandat nicht mit der Völkerbundssatzung vereinbar war (b) oder später die Resolution nicht mit der UN-Charta, ist die Resolution illegal und damit null und nichtig; sie gilt nicht. (4 Vertreter)
4. Resolution 181 war (vielleicht) rechtlich bindend; weil sie aber nach und nach ignoriert wurde, verlor sie damit ihre Recht setzende Kraft und ist damit null und nichtig. (2 Vertreter)

Aus diesen Einschätzungen folgen wiederum unterschiedliche Einschätzungen zum rechtlichen Status der Region Palästinas:
- (A) Die ganze Region Palästina ist rechtlich nach wie vor Territorium des palästinensischen Volks, das allein in diesem Territorium Selbstbestimmungsrecht hatte und hat. Dies gilt entweder, (A2) weil Resolution 181 nur eine nicht implementierte Empfehlung war, zu dieser Zeit aber die Palästinenser die Mehrheit im Land waren,[159][160] oder (A3a) weil schon das Palästinamandat illegal war[161] oder (A3b) weil danach die Resolution illegal war.[162]
Gelegentlich wird hierzu noch erklärt, dass die Tatsache, ob der legitime Souverän eines Territoriums auch de facto territoriale Hoheit ausüben kann, nicht notwendig Einfluss auf den rechtlichen Status dieses Territoriums hat. Das ist richtig: Die baltischen Staaten zum Beispiel wurden 1940 von der Sowjetunion annektiert und dann 1991 wieder zu Souveränen über ihr jeweiliges Territorium.[163]
- (B) Weniger als das blaue Gebiet auf der Karte ist (möglicherweise) israelisches Territorium: Die Unabhängigkeitserklärung war ein von der Resolution unabhängiger Akt der Sezession; mit einer solchen konnte legitimerweise aber nur das zu dieser Zeit kontrollierte Gebiet beansprucht werden. Alles darüber hinaus eroberte Gebiet ist als annektiertes Gebiet anzusehen.[164][165]
- (C) Es gelten die 1947er-Grenzen. Demnach ist das rote Gebiet als annektiert zu betrachten. Dies gilt, (C1a) weil Resolution 181 rechtlich bindend war und ist[166] oder (C1b) weil zum Beispiel die israelische und palästinensische Unabhängigkeitserklärung sie als Recht setzend akzeptiert haben.[167]
- (D) Es gelten (grob) die 1949er-Grenzen („pre-1967 borders“), (D2) weil Resolution 181 nur eine Empfehlung war und die internationale Gemeinschaft danach die Existenz Israels akzeptiert hat[168] oder (D4) weil große Teile der internationalen Gemeinschaft so agieren, als gälte Resolution 181 nicht.[169][170]
Die Argumentation (D2) ist 2020 stark dadurch aufgewertet worden, dass auch der Internationale Strafgerichtshof sich ganz Crawfords Position angeschlossen hat.[171]
- (E) Die ganze Region Palästina ist rechtlich gesehen das Territorium des israelischen Volks, das allein in diesem Territorium Selbstbestimmungsrecht hatte und hat. Dafür muss man annehmen, dass die Balfour-Deklaration im Palästina-Mandat das Selbstbestimmungsrecht der Palästinenser „überschrieben“ hat und die „Mehrheitsbevölkerung“ Palästinas alle Juden der Welt waren / sind, obwohl sie aktuell noch nicht in Palästina leb(t)en, wonach die Resolution 181 illegal war (3b).[172]